# دوریو
دوریو (به ایتالیایی: Dorio) یک کومونه در ایتالیا است که در استان لکو واقع شده‌است.

## خصوصیات
دوریو ۱۲٫۷ کیلومترمربع مساحت و ۳۲۱ نفر جمعیت دارد و ۲۱۰ متر بالاتر از سطح دریا واقع شده‌است.